# Tympanococcus tympanistus
Tympanococcus tympanistus är en insektsart som först beskrevs av Ferris in Zimmerman 1948.  Tympanococcus tympanistus ingår i släktet Tympanococcus och familjen ullsköldlöss. Inga underarter finns listade i Catalogue of Life.